# Eudactylopus andrewi
Eudactylopus andrewi är en kräftdjursart som beskrevs av Vervoort 1964. Eudactylopus andrewi ingår i släktet Eudactylopus och familjen Thalestridae. Inga underarter finns listade i Catalogue of Life.